# オーバーランド方面作戦
オーバーランド方面作戦（英:Overland Campaign、またはWilderness Campaign）は、南北戦争の1864年5月と6月に、バージニア州で行われた一連の戦闘である。北軍の総司令官ユリシーズ・グラント中将は、ジョージ・ミード少将のポトマック軍やその他の軍隊を指揮して、南軍将軍ロバート・E・リーの北バージニア軍に対する戦いを仕掛けた。グラントはこの方面作戦中、夥しい損失と何度も戦術的な敗北を喫したが、リー軍をピーターズバーグで動きの取りにくい状態に追い込んだことで戦略的には北軍の勝利と考えられている。

## 背景と対戦した勢力
1864年3月、グラントは西部戦線から呼び戻され、中将に昇進し、北軍全体の指揮を任された。ポトマック軍の事実上の指揮官はミードのままだったが、グラントはその本部をポトマック軍と同じにすることを選んだ。西部戦線の軍隊の大半指揮はウィリアム・シャーマン少将に任せた。グラントは多方面からアメリカ連合国の中心部を叩く協調戦略を考案した。グラント、ミードおよびベンジャミン・バトラーはリッチモンド近くでリー軍に対抗する、フランツ・シーゲルはシェナンドー渓谷を抑える、シャーマンはジョージア州に侵攻しジョセフ・ジョンストン軍を破ってアトランタを確保する、ジョージ・クルックとウィリアム・アブレルはウェストバージニア州の鉄道補給線に対する作戦を行う、ナサニエル・バンクスはアラバマ州モービルを占領する、というものだった。これは北軍にとって、多くの戦線に跨る協調攻撃戦略を採用したことでは初めての機会だった。
これまでバージニア州で北軍が採用した方面作戦はアメリカ連合国の首都リッチモンドを主要目標としていたが、この時の目標はリー軍の破壊だった。グラントはミードに対して、「リーが行くところならどこでも、貴方も行くのだ」と命令した。
この方面作戦の開始時点で、グラントの北軍全容は118,700名の兵士と316門の大砲だった。ジョージ・ミード少将のポトマック軍と第9軍団（5月24日まで公式にはオハイオ軍の一部、ミードではなくグラントに直接指示を仰いだ）だった。5個軍団が存在した。
- 第2軍団、ウィンフィールド・スコット・ハンコック少将指揮、デイビッド・B・バーニー少将とフランシス・C・バーロー、ジョン・ギボンおよびガーショム・モット各准将の師団
- 第5軍団、ガバヌーア・ウォーレン少将指揮、チャールズ・グリフィン、ジョン・C・ロビンソン、サミュエル・クロウフォードおよびジェイムズ・S・ワズワース各准将の師団
- 第6軍団、ジョン・セジウィック少将指揮、ホレイショ・G・ライト、ジョージ・W・ゲッティおよびジェイムズ・B・リケッツ各准将の師団
- 第9軍団、アンブローズ・バーンサイド少将指揮、トマス・G・スティーブンソン、ロバート・B・ポッター、オーランド・B・ウィルコックスおよびエドワード・フェレーロ各准将の師団
- 騎兵軍団、フィリップ・シェリダン少将指揮、アルフレッド・T・A・トーバート、デイビッド・グレッグおよびジェイムズ・H・ウィルソン各准将の師団

リーの北バージニア軍は、64,000名の兵士と274門の大砲だった。4個軍団に組織された。
- 第1軍団、ジェイムズ・ロングストリート中将指揮、チャールズ・W・フィールド少将とジョセフ・B・カーショー准将の師団
- 第2軍団、リチャード・イーウェル中将指揮、ジュバル・アーリー、エドワード・"アレゲニー"・ジョンソンおよびロバート・E・ローズ各少将の師団
- 第3軍団、A・P・ヒル中将指揮、リチャード・H・アンダーソン、ヘンリー・ヒース、およびカドマス・M・ウィルコックス各少将の師団
- 騎兵軍団、J・E・B・スチュアート少将指揮、ウェイド・ハンプトン、フィッツヒュー・リーおよびW・H・F・"ルーニー"・リー各少将の師団

グラントは消耗戦を戦う準備をした。勢力的に勝る北軍がリー軍に出血を強いる戦闘だった。北軍も南軍も損失が大きいとして、北軍は失われた兵士や武器を補充するための大きな資源があった。グラントは戦力が大きかったにも拘わらず、人員に関する問題を抱えていた。前年のゲティスバーグの戦いで辛勝したことに続き、第1軍団と第3軍団が解体され残兵は他の軍団に再配置されて、それが部隊の結束と士気に影響した。また敵の領域で攻勢を掛けることについては、補給基地を守り、そこから戦場にいる軍隊まで伸びる補給線を守る必要があった。さらに多くの兵士の3年間徴兵期限が終わろうとしており、このような兵士は当然ながら危険な攻撃に参加することを嫌がった。グラントは、これらの問題に対処するために、ワシントンD.C.周辺で重装砲兵大隊に勤務している兵士を歩兵連隊に割り付けて補充を行った。
オーバーランド方面作戦は1864年5月4日に、グラント軍がラピダン川を渡ったときに始まった。グラントの目標はマインランの防御陣地に陣取っているリー軍を、そこから引き出すかあるいはその側面を衝くことで、会戦を強いることだった。リーはその統率力を特徴づける大胆さで、グラントが望むとおりに陣地から出てきたが、グラントが予測したよりも素早い行動をした。北軍は「荒野」と呼ばれるその地域一帯を開いておくための十分な時間が無かった。「荒野」は前年にチャンセラーズヴィルの戦いでも戦場の一部となった、低木の藪や下生えが絡まった地域だった。リーは、そこでの戦いを強いることで、北軍の大砲の数の優位さを効果的に減じさせた。

## 戦闘

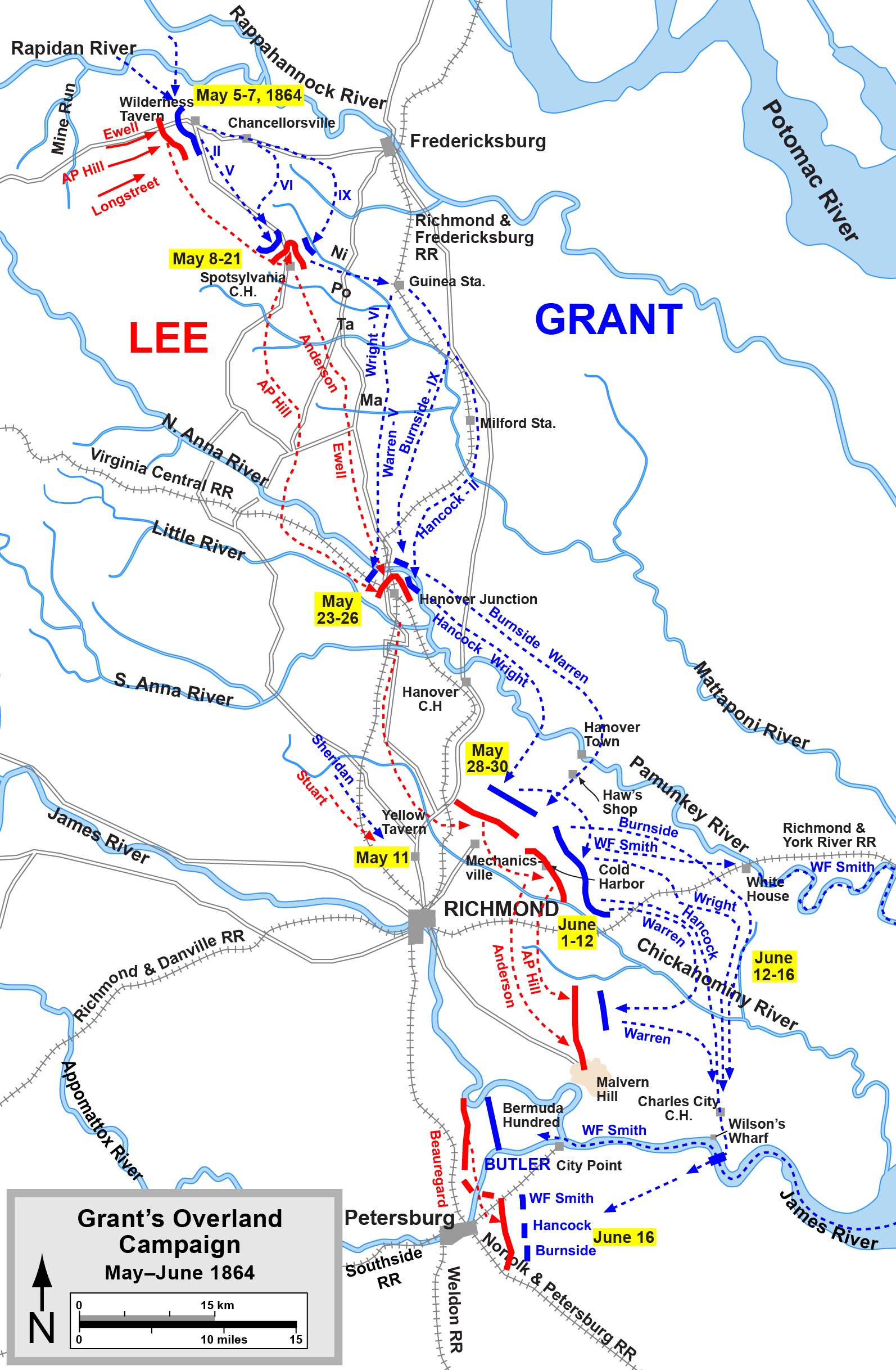
オーバーランド方面作戦、荒野からジェームズ川渡渉まで

オーバーランド方面作戦では次の戦闘が行われた。

### 荒野の戦い（1864年5月5日-7日）
5月5日の朝、イーウェルの軍団が急速にオレンジ・ターンパイクを駆け下り、ウォーレンの第5軍団と激しく衝突したときに、荒野の戦いは始まった。時間が経つにつれて、さらに南のオレンジプランク道路沿いでA・P・ヒルの軍団がハンコックの第2軍団と遭遇して戦いは拡がった。5月6日、ロングストリートの軍団が戦場に到着した。先ず北軍の前進を止め、続いて側面攻撃を行って北軍を後退させ、ブロック道路の近くで防御的姿勢を採らせた。全体の混乱の中でロングストリートは友軍の弾で負傷し、軍団指揮はリチャード・H・アンダーソンが取って代わった。5月7日、グラントは、前任者達がリー軍との戦闘後に北に撤退する「習慣」があったのとは異なり、部隊を南と東に送ってスポットシルバニア・コートハウスの十字路の方に移動させた。

### スポットシルバニア・コートハウスの戦い（5月8日-21日）
リー軍はグラントをその目標にして叩き、塹壕戦に入った。2週間以上にわたる一連の戦いで、グラントは南軍の戦線を叩き続け、その大半は「ミュールシュー」と呼ばれる突出部に行われた。5月12日に行われたハンコックの第2軍団によるこの戦線の「ブラッディアングル」と呼ばれる場所への大規模攻撃は、後の第一次世界大戦で塹壕に対する突破戦術として採用された。グラントは再度戦いを止めてさらに南東に動いた。

### イェロータバンの戦い（5月11日）
ミード軍にあるシェリダンの騎兵軍団は純粋に遮蔽と偵察任務に使われていた。シェリダンはミードの頭越しにグラントの了解を求め、別働隊としてスチュアートの騎兵軍団を追跡し交戦する許可を得た。両軍の騎兵隊がリッチモンドの直ぐ北にあるイェロータバンでぶつかり、スチュアートは瀕死の重傷を負った。

### メドウ橋の戦い（5月12日）
シェリダンの騎兵軍団が雨で脹れ上がったチカホミニー川に架かる鉄道橋を渡ることを強行し、工兵が近くに道路橋を架けることを可能にし、騎兵は安全に逃げられるようになった。

### ウィルソン桟橋の戦い（5月24日）
フィッツヒュー・リーの騎兵師団がウィルソン桟橋にあった北軍補給基地を攻撃し、エドワード・ワイルド准将が指揮する2個黒人連隊に撃退された。

### ノースアンナの戦い（5月23日-26日）
リーはグラントの動きを妨害して、ノースアンナ川の突出部の背後に陣取り、グラント軍がそこを攻めるためには軍を分ける必要があるようにした。5月23日、ヒル軍団の1個師団が川を渡ってきた第5軍団を襲い、流血は多いが決着は付かなかった。5月24日、北軍歩兵隊がオックス浅瀬で反撃されたが南軍の右翼に進出した。リー軍にはグラント軍を各個撃破する機会があったが、その仕掛けた罠を発動させるために必要なやり方で攻撃できなかった。恐らくは病気のためと考えられている。グラントはオールドコールド・ハーバーの方向に南東への移動を続けた。

### ホーズショップの戦い（5月28日）
グレッグの北軍騎兵師団がトーバート師団の支援を受けて進撃し、ポトマック軍がパマンキー川を渡りトトポトミー・クリークに移動する動きをカバーした。ウェイド・ハンプトンの騎兵師団はホーズショップの1マイル (1.6 km)西にあるエノン教会で北軍と遭遇した。騎兵の大半は馬を降りて7時間に及ぶ交戦後、北軍の前進が止められ、リーはグラント軍歩兵の動きについて貴重な情報を得た。

### トトポトミー・クリークの戦い（5月28日-30日）
リー軍はトトポトミー・クリークの背後に塹壕を掘って入り、リッチモンド方向に接近するあらゆる道筋を抑えた。第2軍団はクリーク徒渉を2箇所で強行し南軍の塹壕線で最初のものを占領したが、主力線の前に前進は止まった。一方、第5軍団は北軍の最左翼にあるベセスダ教会近くに移動したが、アーリーの軍団に攻撃された。激しい交戦の後で、北軍はシェイディグラブ道路まで後退した。

### オールドチャーチの戦い（5月30日）
トトポトミー・クリークの前線で両軍が手詰まりとなり、北軍騎兵隊は東と南を探り始めた。トーバートの騎兵師団はオールドチャーチ近くでマシュー・C・バトラーの旅団を攻撃して打ち破った。バトラーの騎兵はオールドコールド・ハーバーに向かう道路を堅実に後退し、翌日シェリダンが重要な交差点を抑える道を空けてしまった。

### コールドハーバーの戦い（5月31日-6月12日）
5月31日、シェリダンの騎兵隊はオールド・コールドハーバーの重要な交差点を抑え、6月1日、南軍歩兵隊による攻撃を撃退した。リッチモンドとトトポトミー・クリークから南軍の援兵が到着した。6月1日の遅く、北軍第6軍団と第18軍団がコールドハーバーに到達し、南軍の工作物を攻撃して幾らかの成功を収めた。6月2日までに、両軍が戦場に対峙し、ベセスダ教会からチカホミニー川に伸びる7マイル (11 km)の前線を形成した。6月3日の夕暮れ時、第2および第18軍団と後に第9軍団も加わって、ベセスダ教会からコールドハーバーに至る戦線で攻撃し、全地点で徹底して打ち破られた。両軍はこの前線で6月12日まで向き合い、その後グラントは左翼側に動いてジェイムズ川に至った。

### トレビリアン・ステーションの戦い（6月11日-12日）
シェリダンの騎兵隊は、南軍騎兵隊の攻撃を排除し、北軍全軍がジェイムズ川に移動する道を空けるために、ルイザ郡で大規模の騎兵襲撃を敢行し、バージニア中央鉄道を遮断するように脅かした。6月11日、シェリダンはグレッグとトーバートの騎兵師団と共に、ハンプトンとフィッツヒューの騎兵師団をトレビリアン・ステーションで攻撃した。シェリダンは南軍師団の間に楔を打ち込み、混乱に陥れた。6月12日、戦いの趨勢が逆転した。ハンプトンとリーは騎兵を下馬させ、鉄道とゴードンスビルに向かう道路に沿って防御的な戦列を布かせた。この守るに堅い陣地から幾度かの徒立ちになった騎兵の決死の攻撃を撃退した。シェリダンはバージニア中央鉄道を約6マイル (10 km)破壊した後に後退した。トレビリアンでの南軍の勝利のために、シェリダンはシャーロッツビルに到着できず、シェナンドー渓谷でデイビッド・ハンターとの連携が出来なかった。

### セントメアリー教会の戦い（6月24日）
ハンプトンの騎兵隊が、トレビリアン・ステーション襲撃から帰るシェリダンの騎兵隊を遮断しようとした。シェリダンはその保護下にあった長い補給輜重隊を守るために遅延作戦を行い、その後にバミューダ・ハンドレッド方面作戦を遂行する北軍に合流した。

## 戦闘の後
オーバーランド方面作戦は北軍が戦争に勝利するために必要な推進力であり、幾つかの戦闘で敗北した（特にコールド・ハーバーの戦いが顕著）にも拘わらず、作戦自体は北軍の戦略的勝利となった。リー軍と戦いながら同時に決して逃しはせずに、グラントはリー軍を動きの取りにくい状態に追い込んだ。この方面作戦全体はアメリカ史の中でも流血の多い作戦となった。北軍は55,000名の損失（戦死7,600名）を出し、南軍は32,600名の損失（戦死4,200名）を出した。
この方面作戦全体の損失については資料により推計値が異なる。下表は一般にある様々な情報源の要約である。
| 情報源                               | 北軍  | 北軍   | 北軍           | 北軍     | 南軍  | 南軍   | 南軍           | 南軍          | 損失合計      |
| 情報源                               | 戦死  | 負傷   | 捕虜または不明 | 合計     | 戦死  | 負傷   | 捕虜または不明 | 合計          | 損失合計      |
| ------------------------------------ | ----- | ------ | -------------- | -------- | ----- | ------ | -------------- | ------------- | ------------- |
| 国立公園局                           | -     | -      | -              | 38,691   | -     | -      | -              | 31,448        | 70,139        |
| Bonekemper, 勝利者（肉屋ではない）   | 7,621 | 38,339 | 8,966          | 54,926   | 4,206 | 18,564 | 9,861          | 32,631        | 87,557        |
| Esposito, ウェストポイント・アトラス | -     | -      | -              | 55,000   | -     | -      | -              | 20,000-40,000 | 75,000-95,000 |
| McPherson, 鬨の声                    | -     | -      | -              | 65,000   | -     | -      | -              | 35,000        | 100,000       |
| Smith, グラント                      | -     | -      | -              | 約65,000 | -     | -      | -              | 35,000        | 約100,000     |
| アメリカ陸軍省公式記録               | 6,586 | 26,047 | 6,626          | 39,259   | -     | -      | -              | -             | -             |

グラントは当時「肉屋」という評判を取った。グラントはリーよりも容易に失われた兵士や武器の補充ができるということを知っていたので、これがグラントの戦略を形作った可能性がある。しかし、歴史家達は、グラントがその軍隊の損失を顧みず、リー軍を叩くために無益な全面攻撃に必要以上に人命を投入して、単にリー軍を損耗させるためだけに何度も攻撃を行わせたかということについては、同意していない。
リー軍の損失は絶対数では少なかったが、全体に対する比率では高かったことは注目すべきである。グラントは55,000名という損失を出し、これは過去にリー軍に対抗したどの前任北軍将軍の数字よりも高かったが、過去3年間の損失を総計すればもっと大きな数字になったことも事実である。
オーバーランド方面作戦はグラント軍がジェイムズ川を渡り、リッチモンド・ピーターズバーグ方面作戦と呼ばれるピーターズバーグ包囲戦に入ったことで終わった。このことはグランの戦略が変わったことを意味した。グラントはリー軍と雌雄を決するような会戦に訴えることは出来ないと悟り、その焦点を地理的かつ政治的な対象であるリッチモンドとピーターズバーグ両市に移した。南方から両市に物資を補給している鉄道を占領してしまえば、リー軍は出てこざるを得なくなると考えられた。グラントは自分が考案した多方面の協調攻撃が失敗した事も認識した。唯一、シャーマンのみがアトランタに侵攻し、他の将軍達は手詰まりになるか敗れていた。